# Eduard Fein
Georg Eduard Fein, född 22 september 1813 i Braunschweig, död 28 oktober 1858 i Helfta vid Eisleben, var en tysk jurist. Han var bror till Georg Fein.
Fein blev juris doktor vid Heidelbergs universitet 1833 och privatdocent där 1843. Han blev professor i romersk rätt vid Zürichs universitet 1844, vid Jena universitet 1845 och vid Tübingens universitet 1852. Han utgav bland annat Das Recht der Kodicille (1851–53), som utgör 44:e och 45:e delarna av Christian Friedrich von Glücks "Ausführliche Erläuterung der Pandekten", samt Beiträge zu der Lehre von der Novation und Delegation (1850).